# 454352 Majidzandian
454352 Majidzandian este o planetă minoră (asteroid), cu un diametru de 4,211 km, din centura de asteroizi. A fost descoperită pe 3 iulie 2010 la Wise Observatory⁠(d) de Wide-field Infrared Survey Explorer⁠(d). 
Obiectul prezintă o orbită caracterizată de o semiaxă mare de 2,5803352211532 UAi, o excentricitate de 0,05, o înclinație de 28,6 ° în raport cu ecliptica.